# パニック・イン・ザ・ヴィレッジ
『パニック・イン・ザ・ヴィレッジ』（英語: Panic in the Village、フランス語:Panique au Village）は、ベルギーのアニメーション作家ステファン・オビエ（Stephane Aubier）、ヴァンサン・パタール（Vincent Patar）によるストップモーションアニメーション作品である。

## 概要
ジオラマ用人形を使い、コマ撮りにより作られたコメディータッチのアニーメーション作品で、コンビでアニメ工房を運営していたステファン・オビエとヴァンサン・パタールが2000年頃から随時発表してきた。日本では2007年にDVD化、日本語吹き替えは全45役をピエール瀧が担当した。また、日本ではCS放送カートゥーン ネットワークにて「夜のカートゥーンミッドナイト枠」として不定期に放送されている。

## キャラクター
- インディアン
- カウボーイ
- 馬

## DVD
- 『パニック・イン・ザ・ヴィレッジ 第1巻 おれ、インディアンだよ』
  - 品番：PCBE-52611[3]。
  - 発売日：2007年10月17日[3]。
  - 収録作品：「ケーキの巻」、「超人カウボーイの巻」、「自転車レースの巻」、「ロバ誘拐事件の巻」、「キャンプの巻」、「お留守番の巻」、「サッカーの巻」[2]。
- 『パニック・イン・ザ・ヴィレッジ 第2巻 ぼく、カウボーイです』
  - 品番：PCBE-52612[3]。
  - 発売日：2007年10月17日[3]。
  - 収録作品：「リラックスの巻」、「トランプ泥棒の巻」、「射撃の名人の巻」、「ロビンの巻」、「スケッチの巻」、「若者たちの巻」、「お芝居の巻」[2]。
- 『パニック・イン・ザ・ヴィレッジ 第3巻 わたくし、ウマと申します』
  - 品番：PCBE-52613[3]。
  - 発売日：2007年10月17日[3]。
  - 収録作品：「大睡眠の巻」、「宝さがしの巻」、「箱舟ツアーの巻」、「キツネ狩りの巻」、「タイムスリップの巻」、「ウマさんの甥の巻」[2]。